# Хлорид кальцію
Хлори́д ка́льцію, ка́льцій хлори́стий (лат. Calcii chloridum, Calcium chloratum; англ. Calcium chloride) — кальцієва сіль хлоридної кислоти складу CaCl2. Має вигляд білих кристалів, які є сильно гігроскопічними: активно поглинають воду з повітря, утворюючи ряд кристалогідратів.
Застосовується як отверджувач бетонів, реагент від обледеніння доріг, кровоспинний препарат та компонент охолоджуючих сумішей.

## Поширення у природі

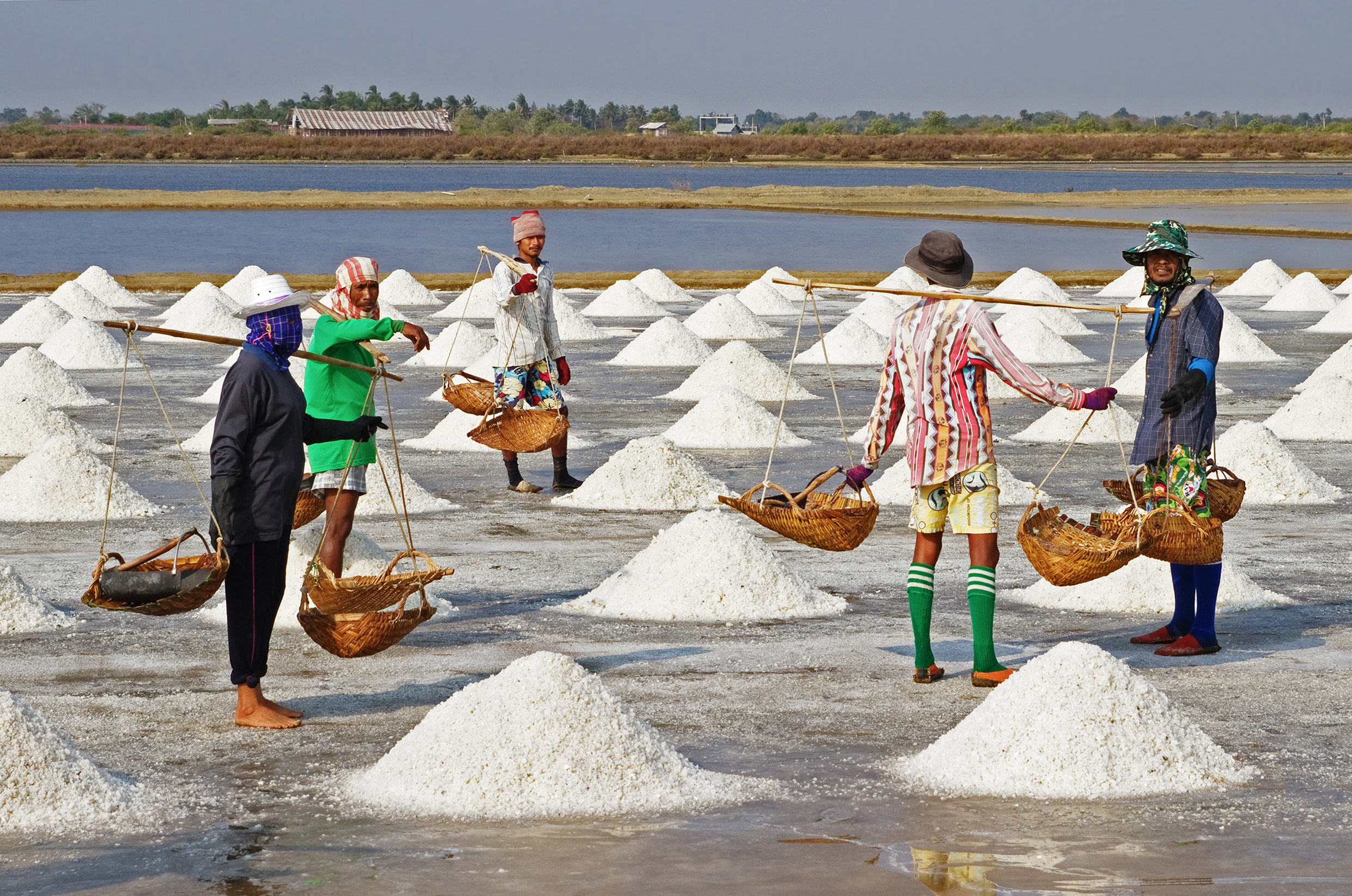
Збір морської солі на узбережжі Таїланду

Хлорид кальцію, на відміну від інших сполук кальцію, поширений незначною мірою. Він входить, перш за все, до складу морської води: при середній солоності у 35‰, вміст CaCl2 становить приблизно 1,169 г/л.
У земних надрах кальцій хлорид знаходиться головним чином у вигляді мінералів тахігідриту CaMg2Cl6·12H2O, антарктиніту CaCl2·6H2O, хлорокальциту KCaCl3 та як незначні домішки у карналіті KMgCl3·6H2O.

## Фізичні властивості
Хлорид кальцію є білим порошком без запаху. Сполука легко розчиняється у воді, виділяючи велику кількість тепла. Максимальна розчинність становить близько 75% (при температурі понад 175 °C).
Володіє високими гігроскопічними властивостями: поглинає вологу з повітря і утворює кристалогідрати, зв'язуючи 1, 2, 4 або 6 молекул води. Найпоширеніший з них, гексагідрат хлориду кальцію, розчиняється зі значним поглинанням тепла. Цю властивість використовують для приготування охолоджуючих сумішей.

## Отримання
Хлорид кальцію отримують, пропускаючи чистий хлороводень над оксидом чи карбонатом кальцію, або дією хлору на розігрітий гідроксид (або карбонат) кальцію:
{\displaystyle \mathrm {CaO+2HCl\rightarrow CaCl_{2}+H_{2}O} }
{\displaystyle \mathrm {CaCO_{3}+2HCl\rightarrow CaCl_{2}+CO_{2}+H_{2}O} }
{\displaystyle \mathrm {2Ca(OH)_{2}+2Cl_{2}\rightarrow CaCl_{2}+Ca(ClO)_{2}+2H_{2}O} }
Окрім того, безводний хлорид можна синтезувати дегідратацією кристалогідратів CaCl2 у вакуумі (чи в атмосфері HCl, NH4Cl)
{\displaystyle \mathrm {CaCl_{2}\cdot nH_{2}O{\xrightarrow {t,vacuum}}CaCl_{2}+nH_{2}O} }
Хлорид кальцію є побічним продуктом виробництва хлорату калію (бертолетової солі) та кальцинованої соди за амоніачним методом Сольве: для регенерації амоніаку з амоній хлориду, гашене вапно Ca(OH)2 нагрівають з NH4Cl із утворенням хлориду кальцію. Метод складається з п'яти стадій, котрі можна сумарно записати як:
{\displaystyle \mathrm {NaCl+CaCO_{3}{\xrightarrow {NH_{3}}}Na_{2}CO_{3}+CaCl_{2}} }
Кальцій хлорид випускається у двох формах:
- технічний: кальцинований (порошок або гранули білого кольору), гідратований (лусочки або гранули білого або сірого кольору) і рідкий (розчин жовтувато-сірого або зеленуватого кольору прозорий або з легкою каламуттю).
- фармакопейний: у вигляді 5%, 10% розчинів для ін'єкцій і ін.

## Хімічні властивості
Поглинаючи вологу з повітря, хлорид кальцію утворює кристалогідрати різного складу, зв'язуючи 1, 2, 4 або 6 молекул води. Гексагідрат є найпоширенішою формою. При слабкому нагріванні відбувається дегідратація
{\displaystyle \mathrm {CaCl_{2}+6H_{2}O\rightarrow CaCl_{2}\cdot 6H_{2}O} }
{\displaystyle \mathrm {CaCl_{2}\cdot 6H_{2}O{\xrightarrow {200-260^{o}C}}CaCl_{2}+6H_{2}O} }
У воді сполука повністю дисоціює, не гідролізуючись, а з перегрітою водяною парою вступає в реакцію:
{\displaystyle \mathrm {CaCl_{2}+2H_{2}O{\xrightarrow {425^{o}C}}Ca(OH)_{2}+2HCl} }
Вступає в реакції обміну як з кислотами, так і з лугами:
{\displaystyle \mathrm {CaCl_{2}+H_{2}SO_{4}\rightarrow CaSO_{4}\downarrow +2HCl} }
{\displaystyle \mathrm {CaCl_{2}+2KOH\rightarrow Ca(OH)_{2}\downarrow +2KCl} }
Хлорид кальцію взаємодіє з воднем із утворенням гідриду (у присутності каталізаторів — платини, нікелю):
{\displaystyle \mathrm {CaCl_{2}+2H_{2}{\xrightarrow {600-700^{o}C,Pt,Ni}}CaH_{2}+2HCl} }
Відновлюється активними металами до кальцію. Цей метод використовується у промисловості як один з основних способів добування металевого кальцію:
{\displaystyle \mathrm {CaCl_{2}+Mg{\xrightarrow {860-1000^{o}C}}Ca+MgCl_{2}} }
{\displaystyle \mathrm {3CaCl_{2}+2Al{\xrightarrow {600-700^{o}C}}3Ca+2AlCl_{3}} }

## Токсичність
Кальцій хлорид швидко поглинає вологу, при систематичному впливі подразнює і осушує шкіру. При потраплянні всередину концентрованих розчинів або твердих продуктів хлориду кальцію може викликати шлунково-кишкові розлади або виразки. За ступенем дії на організм відноситься до речовин 3-го класу небезпеки.
Хлорид кальцію пожежо- і вибухобезпечний, токсичних сполук в повітрі і стічних водах в присутності інших речовин не утворює, в організмі не кумулюється.

## Застосування

### У промисловості
Хлорид кальцію знаходить застосування у наступних сферах промисловості:
- хімічній (виробництво гумових виробів та очищення інертних газів; для очистки розчинів від важких металів в виробництві люмінофорів);
- лісовій і деревообробній (використовується в виробництві пластифікаторів ДВП);
- нафтовій (використовується як томпажний розчин при добуванні нафти), нафтопереробній і нафтохімічній промисловості(як інгредієнт в різних типах виробів із пластмас);
- холодильній техніці (холодоагент, антифриз);
- будівництві та виготовленні будівельних матеріалів (як прискорювач процесу твердіння бетонів; при виготовленні силікатної цегли, тротуарної плитки);
- кольоровій металургії;
- при будівництві та експлуатації автомобільних доріг та аеродромів (засіб від обледеніння автомобільних доріг та полів аеродромів).

### У міській інфраструктурі

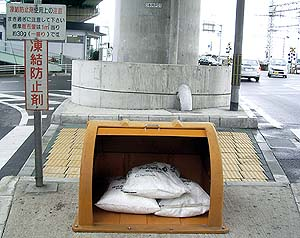
Придорожній контейнер із хлоридом кальцію (Японія)

Розбризкування речовини на дорогах в посушливому кліматі, особливо в пустелях, може допомогти звести до мінімуму кількість пилу, який підіймається через трафік.
Як реагент від обледеніння доріг: потрапляючи на сніг реагент починає швидко розчинятись, вступаючи з ним у хімічну реакцію та виділяючи при цьому багато тепла. Кальцій хлористий не дозволяє утворюватися ожеледі та сніжно-крижаним накатам, а також сприяє зниженню сил зчеплення льоду з поверхнею дороги за рахунок утворення розсолу.
У зв'язку з підвищеною активністю кальцію хлористого в порівнянні з хлоридом натрію (технічною сіллю) речовина працює набагато ефективніше, тому середня норма реагенту зменшується на 30%, що знижує екологічне навантаження хлоридів на довкілля. Після прибирання кальцій хлорид не залишає слідів на асфальті і тротуарній плитці та не руйнує бетонні перекриття.
| Товщина льоду, мм | t° 0…−2 | t° −2…−4 | t° −4 −6 | t° −6…−10 | t° −10…−15 | t° −15…−20 |
| ----------------- | ------- | -------- | -------- | --------- | ---------- | ---------- |
| 1 — 2             | 10      | 15       | 20       | 25        | 45         | 65         |
| 3 — 5             | 25      | 35       | 45       | 65        | 90         | 140        |

Додають у бурові розчини для надання їм спеціальних властивостей, а також для збільшення густини рідкої фази, застосовують як рідину глушіння свердловин у вигляді водного розчину.

### У медицині

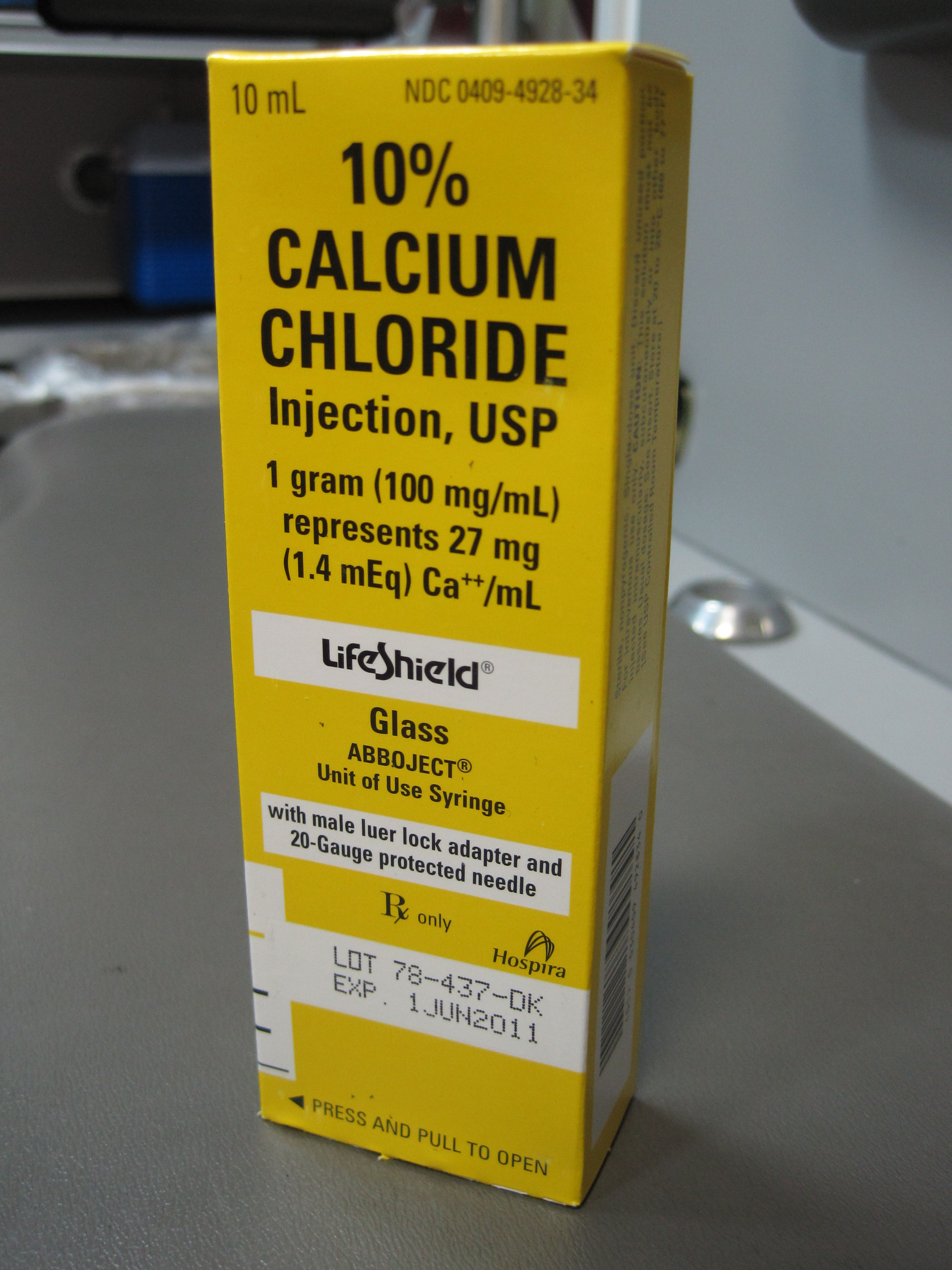
10% розчин CaCl_{2}

У фармації застосовується як десенсибілізуючий лікарський засіб (у вигляді 5 % і 10 % розчину для ін'єкцій та у складі комбінованих розчинів(Інфезол ® 100, Гамбросол, Екстраніл, Нутриніл ПД4, Присмасол); при дефіциті кальцію (гіпокальцемії) в організмі різного походження; а також при інтоксикації солями магнію, оксалатів, фосфатів або фторидами, хлором (та іншими газами), хлорорганічними сполуками, радіоактивним фосфором, стронцієм або радієм;
Хлорид кальцію бере участь у процесі згортанні крові, зменшує проникність біологічних мембран, виявляє протизапальну, протиалергічну і протиексудативну дію, стимулює серцеву діяльність. Хлорид кальцію вводять лише парентерально повільно!

### У харчовій промисловості
CaCl2 використовується під час виробництва ферментованих молочних продуктів та при консервуванні. У класифікації харчових добавок йому відведено номер Е509.
При консервуванні фруктів і овочів, використання харчової домішки допомагає їжі залишаються в твердому стані, навіть якщо вони упаковані в рідинах. Використання в маринадах цей тип солі додає смаку солоності без фактичного збільшення кількості кухонної солі (NaCl), необхідної для досягнення бажаного смаку;

### Інше
Хлорид кальцію є джерелом іонів кальцію. Кальцій хлорид використовується для збільшення жорсткості води в плавальних басейнах. Це зменшує розмивання бетону в басейні. Підвищення концентрації кальцію у воді, призводить до скорочення розчинення сполук кальцію зі структури бетону.